# 駆逐艦雪風 (映画)
『駆逐艦雪風』（くちくかんゆきかぜ）は、1964年公開の佐野芸術プロダクション製作、松竹配給の日本映画。

## 解説
太平洋戦争（大東亜戦争）において数々の激戦に赴くも轟沈を逃れ、終戦まで生き延びたことから「奇跡の駆逐艦」と讃えられた大日本帝国海軍の駆逐艦「雪風」の戦歴を、建造にも関わった1人の水兵の視点から描いた作品。
主人公の雪風はミニチェアによる撮影も行われているが、防衛庁の協力の元、その名を継いだ護衛艦「ゆきかぜ」で大規模なロケが行われた。防衛庁の協力は多岐に渡り、海戦シーンには演習映像がふんだんに用いられ、冒頭の造船所のロケは石川島重工業で建造中の護衛艦を用いて行われている。小形艦役で登場したのは、元日本海軍飛行機救難艦であった掃海艇「おきちどり」。戦後日本で製作された戦争映画で珍しく、旧日本海軍の艦船が登場する映画となっている。

## ストーリー
昭和14年、「雪風」と命名された1隻の駆逐艦が進水した。進水後の祝賀会で宴会をする工員の中でも、木田勇太郎は特に感慨にふけており、雪風とともに生きることを誓う。翌年、木田は志願して帝国海軍に入隊したが、配属されたのは雪風の僚艦の小形艦であった。木田は雪風への配属を希望して古参兵からの制裁を受けてしまうが、一等機関兵大野五郎と知り合い、博打仲間になる。やがて、手島中佐の艦長着任とともに、木田も一等主計兵として大野とともに雪風へ着任した。手島は、木田に山川少佐の計らいであることを告げ、山川が設計時に使ったというコンパスを託す。
昭和16年12月8日、太平洋戦争が勃発した。雪風は比島レガスビー上陸作戦を支援した。スラバヤ沖海戦の後、雪風は内地に帰還。手島の自宅に招かれた木田は、そこで手島の妹である由起子に出会い、互いに惹かれあう。しかし、日本海軍はミッドウェー海戦で敗北を喫し、太平洋戦争は血みどろの様相を呈し始めた。雪風はガダルカナル島撤退作戦に参加。無事生還したが、兵士に「逃げていたのではないか」と厭味を言われて取っ組みあいになってしまう。昭和18年5月、再び内地に帰還した木田は、弟の勇次が海兵団に志願したことを聞かされる。さらに、艦長宅を訪れたが由起子には会えなかった。しばらくして送られてきた由起子からの手紙には、千人針が同封されていた。一方、烹炊長は子供が産まれるという知らせを聞いて喜んでいた。しばらくして、烹炊長の子供が生まれたとの無線連絡があり、木田は朗報を伝えるために烹炊長の元へと向かう。しかし、烹炊長は敵の機銃掃射に倒れたあとだった。彼の手には、子供の名前を記した手帳が握られていた。　
昭和19年、サマール沖海戦で大和の護衛艦として武功を上げた雪風だったが、日本海軍は大敗。帰還した雪風だったが、木田は軍港で行進をする特攻隊員の中に勇次の姿を見る。数日後、木田の母と由起子が面会に訪れる。勇次も一緒だと聞いた木田は、先に勇次に会いに行くが、木田が見たのは特攻機と共に戦死した勇次の遺影だった。木田は母に「勇次は別の基地に移動した。」と伝え、その死を伝えることができなかった。昭和20年4月、雪風を含む大和以下の残存艦隊による海上特攻が決まる。最後の帰還に、木田は由起子を訪れたが再会は叶わなかった。そして雪風は大和とともに、最期の出撃を迎える･･･。

## スタッフ
- 協力 - 防衛庁
- 製作 - 白井昌夫・佐野博重
- 企画 - 土肥静
- 脚本 - 戸倉康裕・大橋健一
- 撮影 - 板橋重雄
- 特殊撮影 - 黒田武一郎
- 美術 - 黒沢治安
- 照明 - 森康
- 録音 - 田中安治
- 編集 - 永田伸
- 助監督 - 保田進
- 製作主任 - 碓井勝次
- 音楽監督 - 山本丈晴

主題歌（キング・レコード）
- 「あゝ太平洋」
  - 作詞：高橋掬太郎
  - 作曲：山本丈晴
  - 編曲：若松正司
  - 唄：三橋美智也
- 「乾杯中間」
  - 作詞：碓井弘
  - 作曲：山本丈晴
  - 唄：北野登美夫
- 実景監督 - 松川吉之助
- 資料提供 - 福井静夫・横井忠俊
- ナレーター - 芥川隆行
- 監督 - 山田達雄

## 出演者
- 長門勇 - 木田勇太郎
- 岩下志麻 - 手嶋由起子
- 吉田輝雄 - 加納博司少尉
- 勝呂誉 - 木田勇二
- 三上真一郎 - 大野一等水兵
- 菅原文太 - 山川技術少佐
- 松原浩一
- 浦辺粂子（大映） - 木田のぶ
- 小畑絹子 - 手嶋邦枝
- 御木本伸介（友情出演）
- 須藤健
- 諸角啓二郎
- 青山宏
- 三島謙
- 本郷秀雄 - 村長
- 上原ゆかり - 手嶋京子
- 柳谷寛
- 山内明
- 丹波哲郎（友情出演）